# Euphysa japonica
Euphysa japonica is een hydroïdpoliep uit de familie Corymorphidae. De poliep komt uit het geslacht Euphysa. Euphysa japonica werd in 1909 voor het eerst wetenschappelijk beschreven door Maas. 